# Liste der Stolpersteine in Hamburg-Rahlstedt
Die Liste der Stolpersteine in Hamburg-Rahlstedt enthält alle Stolpersteine, die im Rahmen des gleichnamigen Kunst-Projekts von Gunter Demnig in Hamburg-Rahlstedt verlegt wurden. Mit ihnen soll Opfern des Nationalsozialismus gedacht werden, die in Hamburg-Rahlstedt lebten und wirkten.
Diese Seite ist Teil der Liste der Stolpersteine in Hamburg, da diese mit insgesamt 7139 (Stand: März 2025) Steinen zu groß würde und deshalb je Stadtteil, in dem Steine verlegt wurden, eine eigene Seite angelegt wurde.
| Adresse                  | Person(en)                     | Inschrift mit Ergänzungen | Bilder                                  | Anmerkung |
| ------------------------ | ------------------------------ | --- | --------------------------------------- | --- |
| Am Pulverhof 46 ·        | Rudolf Lüdemann                | Hier wohnte Rudolf Lüdemann Jg. 1885 Berufsverbot 1933 ‚Schutzhaft‘ tot 20.4.1943                                                                                               | Stolperstein für Rudolf Lüdemann        | Eintrag auf stolpersteine-hamburg.de |
| Bargteheider Straße 43 · | Andreas Dragendorf             | Hier wohnte Andreas Dragendorf Jg. 1897 eingewiesen 1942 Heilanstalt Langenhorn ‚verlegt‘ 30.9.1943 Heilanstalt Hadamar ermordet 11.10.1943                                     | Stolperstein für Andreas Dragendorf     | Eintrag auf stolpersteine-hamburg.de |
| Güstrower Weg 5 ·        | Wilhelm Baron                  | Hier wohnte Wilhelm Baron Jg. 1891 verhaftet 1938–39 KZ Fuhlsbüttel ermordet 24.2.1939 Untersuchungsgefängnis Hamburg                                                           | Stolperstein für Wilhelm Baron          | Eintrag auf stolpersteine-hamburg.de |
| Grubesallee 21 ·         | Adele Leidersdorf geb. Heymann | Hier wohnte Adele Leidersdorf geb. Heymann Jg. 1878 deportiert 1941 Riga ??? | Stolperstein für Adele Leidersdorf      | Eintrag auf stolpersteine-hamburg.de |
| Grubesallee 21 ·         | Heinz Leidersdorf              | Hier wohnte Heinz Leidersdorf Jg. 1906 Gestapohaft KZ Fuhlsbüttel Zuchthaus HH Zuchthaus Oslebshausen ermordet 18.2.1943 Auschwitz                                              | Stolperstein für Heinz Leidersdorf      | Eintrag auf stolpersteine-hamburg.de Ein weiterer Stolperstein befindet sich in Hamburg-Rotherbaum.                                         |
| Liliencronstraße 130 ·   | Hans-Joachim Osterried         | Hier wohnte Hans-Joachim Osterried Jg. 1939 eingewiesen 1941 Alsterdorfer Anstalten ‚verlegt‘ 7.8.1943 ‚Heilanstalt‘ Kalmenhof/Idstein ermordet 11.9.1943                       | Stolperstein für Hans-Joachim Osterried | Eintrag auf stolpersteine-hamburg.de |
| Meiendorfer Weg 61 ·     | Anna Daus geb. Marcus          | Hier wohnte Anna Daus geb. Marcus Jg. 1868 deportiert 1942 Theresienstadt ermordet 16.11.1942                                                                                   | Stolperstein für Anna Daus              | Eintrag auf stolpersteine-hamburg.de |
| Meiendorfer Weg 61 ·     | Clara Daus                     | Hier wohnte Clara Daus Jg. 1899 deportiert 1942 Auschwitz ermordet | Stolperstein für Clara Daus             | Eintrag auf stolpersteine-hamburg.de |
| Meiendorfer Weg 61 ·     | Franz Daus                     | Hier wohnte Franz Daus Jg. 1896 Flucht 1939 Norwegen interniert Berg bei Oslo deportiert 1942 Auschwitz ermordet 22.12.1942                                                     | Stolperstein für Franz Daus             | Eintrag auf stolpersteine-hamburg.de Weitere Stolpersteine befinden sich in Hamburg-Neustadt, Hamburg-Wellingsbüttel und Bergen (Norwegen). |
| Neuer Höltigbaum ·       | Willi Dittmann                 | Willi Dittmann Jg. 1905 im Widerstand desertiert Frühj. 1943 Feldkommandantur 755 Le Mans Todesurteil Juli 1944 hingerichtet 1.2.1945 Standort Höltigbaum                       | Stolperstein für Willi Dittmann         | Eintrag auf stolpersteine-hamburg.de |
| Neuer Höltigbaum ·       | Fritz Freitag                  | Fritz Freitag Jg. 1919 desertiert 5.12.1944 Kriegsgericht Neumünster Todesurteil 20.1.1945 hingerichtet 10.3.1945 Schießplatz Rahlstedt-Höltigbaum                              | Stolperstein für Fritz Freitag          | Eintrag auf stolpersteine-hamburg.de |
| Neuer Höltigbaum ·       | Herbert Klein                  | Herbert Klein Jg. 1922 desertiert 1944 verhaftet 18.12.1944 ‚Hochverrat‘ Kriegsgericht Neumünster Todesurteil 30.1.1945 hingerichtet 10.3.1945 Schießplatz Rahlstedt-Höltigbaum | Stolperstein für Herbert Klein          | Eintrag auf stolpersteine-hamburg.de |
| Neuer Höltigbaum ·       | Hans Müller                    | Hans Müller Jg. 1920 verhaftet Wehrkraftzersetzung Kriegsgericht ZBV 410 Hamburg Todesurteil 6.2.1942 erschossen 6.3.1942                                                       | Stolperstein für Erwin Pepper           | Eintrag auf stolpersteine-hamburg.de |
| Neuer Höltigbaum ·       | Erwin Pepper                   | Erwin Pepper Jg. 1922 desertiert verhaftet 31.10.1944 Verurteilung 6.12.1944 Todesurteil von Wehrmachtskommandantur Hamburg erschossen 9.4.1945                                 | Stolperstein für Erwin Pepper           | Eintrag auf stolpersteine-hamburg.de |
| Pusbackstraße 38 ·       | Walter Bunge                   | Hier wohnte Walter Bunge Jg. 1898 verhaftet 1942 ‚Wehrkraftzersetzung‘ hingerichtet 27.11.1944 Zuchthaus Brandenburg-Görden                                                     | Stolperstein für Walter Bunge           | Eintrag auf stolpersteine-hamburg.de Stolperstein liegt im Asphalt rechts von der Auffahrt                                                  |
| Rahlstedter Straße 47 ·  | Hanne Lore Pianka              | Hier wohnte Hanne Lore Pianka Jg. 1926 eingewiesen 1936 Alsterdorfer Anstalten ‚verlegt‘ 16.8.1943 Heilanstalt Am Steinhof/Wien ermordet 8.3.1944                               | Stolperstein für Hanne Lore Pianka      | Eintrag auf stolpersteine-hamburg.de |
| Rahlstedter Straße 195 · | Erich Graupner                 | Hier wohnte Erich Graupner Jg. 1905 mehrmals verhaftet zuletzt 1939 KZ Fuhlsbüttel Sachsenhausen ermordet 1.4.1942 Niederhagen                                                  | Stolperstein für Erich Graupner         | Eintrag auf stolpersteine-hamburg.de |
| Ringstraße 213 ·         | Carl Ebet                      | Hier wohnte Carl Ebet Jg. 1906 im Widerstand/KPD verhaftet 16.3.1934 1934–1935 Gefängnis Fuhlsbüttel 1943 eingezogen ‚Bewährungsbataillon 999‘ Schicksal unbekannt              | Stolperstein für Carl Ebet              | Eintrag auf stolpersteine-hamburg.de |